# Schweizer Alpine Skimeisterschaften 2011
Die Schweizer Alpinen Skimeisterschaften 2011 fanden vom 21. bis 27. März im Kanton Graubünden statt. Abfahrt, Super-G und Super-Kombination wurden in St. Moritz ausgetragen, Riesenslalom und Slalom in Lenzerheide.

## Herren

### Abfahrt
| Platz | Name              | Zeit        |
| ----- | ----------------- | ----------- |
| 01    | Didier Cuche      | 1:31,68 min |
| 02    | Marc Berthod      | 1:32,09 min |
| 03    | Patrick Küng      | 1:32,15 min |
| 03    | Thomas Singer     | 1:32,15 min |
| 05    | Vitus Lüönd       | 1:32,17 min |
| 05    | Beat Feuz         | 1:32,17 min |
| 07    | Ambrosi Hoffmann  | 1:32,23 min |
| 08    | Christian Spescha | 1:32,72 min |
| 09    | Nils Mani         | 1:32,77 min |
| 10    | Justin Murisier   | 1:32,78 min |
| 10    | Ralf Kreuzer      | 1:32,78 min |

Datum: 24. März 2011

Ort: St. Moritz

### Super-G
| Platz | Name                | Zeit        |
| ----- | ------------------- | ----------- |
| 01    | Christian Spescha   | 1:20,01 min |
| 01    | Mauro Caviezel      | 1:20,01 min |
| 03    | Thomas Singer       | 1:20,05 min |
| 04    | Justin Murisier     | 1:20,08 min |
| 05    | Patrick Küng        | 1:20,16 min |
| 06    | Nils Mani           | 1:20,20 min |
| 07    | Ralf Kreuzer        | 1:20,23 min |
| 08    | Beat Feuz           | 1:20,26 min |
| 09    | Tobias Grünenfelder | 1:20,54 min |
| 10    | Beat Gafner         | 1:20,82 min |

Datum: 25. März 2011

Ort: St. Moritz

### Riesenslalom
| Platz | Name            | Zeit        |
| ----- | --------------- | ----------- |
| 01    | Reto Schmidiger | 1:57,07 min |
| 02    | Carlo Janka     | 1:57,23 min |
| 03    | Sandro Jenal    | 1:57,58 min |
| 04    | Marc Berthod    | 1:57,94 min |
| 05    | Manuel Pleisch  | 1:58,31 min |
| 06    | Beat Feuz       | 1:58,41 min |
| 07    | Marc Gini       | 1:58,49 min |
| 08    | Thomas Tumler   | 1:58,60 min |
| 09    | Justin Murisier | 1:58,81 min |
| 10    | Amaury Genoud   | 1:59,19 min |

Datum: 26. März 2011

Ort: Lenzerheide

### Slalom
| Platz | Name                  | Zeit        |
| ----- | --------------------- | ----------- |
| 01    | Reto Schmidiger       | 1:28,00 min |
| 02    | Justin Murisier       | 1:28,95 min |
| 03    | Martin Stricker       | 1:29,32 min |
| 04    | Patrick Bechter (AUT) | 1:29,43 min |
| 05    | Marc Berthod          | 1:29,67 min |
| 06    | Markus Vogel          | 1:29,80 min |
| 07    | Sandro Boner          | 1:30,20 min |
| 08    | Mauro Caviezel        | 1:30,49 min |
| 09    | Ramon Zenhäusern      | 1:30,58 min |
| 10    | Gabriel Anthamatten   | 1:31,52 min |

Datum: 27. März 2011

Ort: Lenzerheide

### Super-Kombination
| Platz | Name                  | Zeit        |
| ----- | --------------------- | ----------- |
| 01    | Beat Feuz             | 2:14,65 min |
| 02    | Mauro Caviezel        | 2:14,84 min |
| 03    | Justin Murisier       | 2:15,05 min |
| 04    | Marc Berthod          | 2:15,19 min |
| 05    | Christian Spescha     | 2:15,47 min |
| 06    | Marc Gisin            | 2:15,64 min |
| 07    | Thomas Singer         | 2:15,82 min |
| 08    | Bernhard Niederberger | 2:16,03 min |
| 09    | Ami Oreiller          | 2:16,09 min |
| 10    | Samuel Antonin        | 2:16,92 min |

Datum: 23. März 2011

Ort: St. Moritz

## Damen

### Abfahrt
| Platz | Name                         | Zeit        |
| ----- | ---------------------------- | ----------- |
| 01    | Marianne Abderhalden         | 1:36,24 min |
| 02    | Wendy Holdener               | 1:36,26 min |
| 03    | Fränzi Aufdenblatten         | 1:36,40 min |
| 04    | Jasmine Flury                | 1:36,47 min |
| 05    | Corinne Suter                | 1:36,52 min |
| 06    | Martina Schild               | 1:36,79 min |
| 07    | Priska Nufer                 | 1:37,00 min |
| 08    | Denise Feierabend            | 1:37,07 min |
| 09    | Carolina Ruiz Castillo (ESP) | 1:37,35 min |
| 10    | Jasmin Rothmund              | 1:37,68 min |

Datum: 23. März 2011

Ort: St. Moritz

### Super-G
| Platz | Name                   | Zeit        |
| ----- | ---------------------- | ----------- |
| 01    | Jasmine Flury          | 1:24,47 min |
| 02    | Marianne Abderhalden   | 1:24,48 min |
| 03    | Martina Schild         | 1:24,76 min |
| 04    | Denise Feierabend      | 1:25,20 min |
| 05    | Priska Nufer           | 1:25,62 min |
| 06    | Corinne Suter          | 1:26,14 min |
| 07    | Jasmin Rothmund        | 1:26,16 min |
| 08    | Michelle Gisin         | 1:26,43 min |
| 09    | Jasmina Suter          | 1:26,45 min |
| 10    | Vanessa Schädler (LIE) | 1:26,50 min |

Datum: 25. März 2011

Ort: St. Moritz

### Riesenslalom
| Platz | Name                 | Zeit        |
| ----- | -------------------- | ----------- |
| 01    | Tina Weirather (LIE) | 2:05,89 min |
| 02    | Célia Bournissen     | 2:06,18 min |
| 03    | Wendy Holdener       | 2:06,31 min |
| 04    | Kathrin Fuhrer       | 2:06,62 min |
| 05    | Célina Hangl         | 2:06,70 min |
| 06    | Fränzi Aufdenblatten | 2:07,62 min |
| 07    | Fabienne Janka       | 2:07,84 min |
| 08    | Marianne Abderhalden | 2:08,06 min |
| 09    | Priska Nufer         | 2:08,17 min |
| 10    | Jasmine Flury        | 2:08,21 min |

Datum: 27. März 2011

Ort: Lenzerheide

### Slalom
| Platz | Name                 | Zeit        |
| ----- | -------------------- | ----------- |
| 01    | Esther Good          | 1:29,63 min |
| 02    | Marina Nigg (LIE)    | 1:31,04 min |
| 03    | Wendy Holdener       | 1:31,41 min |
| 04    | Rebecca Bühler (LIE) | 1:31,66 min |
| 05    | Célina Hangl         | 1:31,67 min |
| 06    | Michelle Gisin       | 1:31,89 min |
| 07    | Jasmin Rothmund      | 1:32,14 min |
| 08    | Jessica Pünchera     | 1:32,63 min |
| 09    | Karen Persyn (BEL)   | 1:32,75 min |
| 10    | Rina Müller          | 1:33,05 min |

Datum: 26. März 2011

Ort: Lenzerheide

### Super-Kombination
| Platz | Name                         | Zeit        |
| ----- | ---------------------------- | ----------- |
| 01    | Marianne Abderhalden         | 2:22,70 min |
| 02    | Denise Feierabend            | 2:23,44 min |
| 03    | Wendy Holdener               | 2:23,91 min |
| 04    | Jasmin Rothmund              | 2:25,19 min |
| 05    | Andrea Thürler               | 2:25,33 min |
| 06    | Jasmine Flury                | 2:25,46 min |
| 07    | Priska Nufer                 | 2:25,64 min |
| 08    | Michelle Gisin               | 2:25,71 min |
| 09    | Andrea Jardi (ESP)           | 2:26,55 min |
| 10    | Carolina Ruiz Castillo (ESP) | 2:26,58 min |

Datum: 24. März 2010

Ort: St. Moritz